# Эйлмер Малмсберийский
Эйлмер Малмсберийский (англ. Eilmer of Malmesbury; также известен как Оливер из-за ошибки переписчика, или Элмер) — английский монах-бенедиктинец XI века, известный одной из первых попыток полёта человека с использованием механических крыльев.

## Биографические факты
Эйлмер изучал математику и астрологию, был монахом Малмсберийского аббатства. Всё, что о нём известно, записано монахом того же аббатства Уильямом Малмсберийским, который около 1125 г. написал De Gestis Regum Anglorum («История английских королей»). Есть некоторые причины сомневаться относительно точности записей Уильяма, поскольку информация была, вероятно, получена непосредственно от Эйлмера, когда тот был уже стариком.
Более поздние историки предпринимали попытки оценить дату рождения Эйлмера, на основании цитаты из «Дел» Уильяма о комете Галлея, которая появлялась в 1066 г.:
Вы прибыли, не так ли? – Вы прибыли, вы принесли слёзы многим матерям. Прошло много времени с того момента, как я увидел Вас; но как я вижу, Вы теперь намного более зловещи, я вижу, Вы хвастаете крушением моей страны.
Сделав предположение, что Эйлмер, возможно, видел комету Галлея 76 годами раньше, чем молодой историк, можно предположить, что он, возможно, родился в 985 г., то есть за 5 лет до появления кометы, чтобы видеть комету, и быть в достаточном возрасте, чтобы помнить её. Однако периодичность комет была то время, вполне вероятно, неизвестна Эйлмеру, и его слова «Прошло много времени с того момента, как я увидел Вас», вероятно, относились к различным кометам. Известно, что он был «стариком» в 1066г., и следовательно, полёт был совершён «в его юности», что помещает это событие в начало одиннадцатого столетия. В любом случае, Уильям записал слова Эйлмера, не для того, чтобы установить его возраст, а чтобы показать, что его пророчество свершилось позже в этом году, когда Вильгельм Завоеватель завоевал Англию.

## Полёт
Уильям написал, что, в юности Эйлмер читал и верил в греческий миф о Дедале. Таким образом, «принимая миф за истину, он мог летать подобно Дедалу», Эйлмер прикрепил крылья к своим рукам и ногам и спрыгнул с вершины башни в Малмсберийского Аббатства:
Он был человеком, умудрённый опытом в то время, в почтенном возрасте, но в юности он совершил рискованный исключительно смелый поступок. Он определённым образом, едва ли я знаю как, закрепил крылья к своим рукам и ногам таким образом, что приняв миф за истину, он мог бы летать подобно Дедалу, и, используя бриз, спрыгнув с крыши башни, он пролетел больше фарлонга [201 м]. Но не справившись с силою ветра и движением воздуха, понимая опрометчивость его поступка, он упал, сломав обе свои ноги и стал хромым после этого.
Получивший серьёзные травмы, но не испугавшийся, Эйлмер полагал, что он смог бы управлять приземлением, если бы его планер имел хвост, и он готовился ко второму полёту, но аббат Малмсберийского Аббатства запретил ему рисковать жизнью в любых дальнейших экспериментах.
Если учесть географию аббатства, его место приземления, и расчёт его полёта, чтобы он мог пролететь «больше фарлонга» (220 ярдов, 201 метр) он, должен был находиться в воздухе около 15 секунд. Его точный маршрут полёта неизвестен, также неизвестно, сколько он находился в воздухе, так как сегодняшнее аббатство отличается от аббатства одиннадцатого века, когда оно было, вероятно, меньше, хотя башня была скорее всего такой же по высоте, как и сегодняшняя. «Оливерс Лэйн», за современной Хай-стрит и в 200 м от аббатства, считается точкой приземления Эйлмера. Он мог попасть в это место только пролетев над крышами многих зданий. Исследователь Максвелл Вуснэм пришёл к заключению, что Эйлмер спускался с крутого склона в юго-западную сторону от аббатства, а не к центру города, на юг.

## Анализ полёта
Чтобы выполнить маневр планирования вниз против бриза, использовав и гравитацию, и ветер, Эйлмер использовал аппарат, по форме напоминающий парящую птицу. Однако из-за неспособности выравнивать себя в направлениях вперед и назад, как это делает птица небольшими движениями её крыльев, головы и лап, ему был необходим большой хвост, для поддержки равновесия. Эйлмер, возможно, не достиг настоящего парящего полёта, но он, вероятно, мог безопасно планировать вниз, если бы имел хвост. Впоследствии, Эйлмер отметил, что причина его крушения была в том, что «он забыл сделать хвост.»
Уильям Малмесберийский сообщает, что источником вдохновения для полёта Эйлмера послужила легенда о Дедале и Икаре «приняв миф за истину, он мог бы летать подобно Дедалу». Источник Уильяма о этом неизвестен. Очень маловероятно, что Уильям разговаривал об этом с Эйлмером, так как Эйлмер в 1066 г. был стариком, а Уильям, как полагают, родился не ранее 1085 г.. Однако, как старый и известный монах этого же самого аббатства, Уильям несомненно слышал из вторых-третьих рук истории о старике, который умер до его рождения. Уильям скорее всего общался с людьми, которые знали Эйлмера, и возможно, в юности получил информацию от людей, которые были свидетелями этого полёта.
Другим источником вдохновения Эйлмера мог стать по мнению американского историка Линна Уайта «успешный полёт планера, совершенный в 875 г. мавританским изобретателем Аббасом ибн Фарнасом жившим в Кордове. Вполне возможно, что информация о полёте Ибн Фарнаса была получена Эйлмером Малмсберийским от возвращающихся крестоносцев.»
Эйлмер стал символом духа любознательности средневековых энтузиастов, которые делали маленькие игрушечные вертолеты, ветряные мельницы и сложные паруса для лодок. Кроме того, церковные художники все чаще и чаще изображали ангелов с крыльями, похожими на птичьи, рисуя изгиб крыла таким, какое оказывается более выгодным для создания подъёмной силы, позволяющих птицам и самолётам летать. Все эти идеи наводили современников на мысль о том, что воздух был чем-то, что могло «работать». Полёт таким образом не был чем-то волшебным, он мог быть произведен физическими усилиями и человеческим разумом.

## Исторические традиции
Кроме записей Уильяма, никаких сведеней о жизни Эйлмера до наших дней не дошло.
История полёта Эйлмера неоднократно повторялась средневековыми учеными, а позднее энциклопедистами и первыми современными сторонниками полётов, управляемых человеком. Линн Вайт, первый современный ученый, который провёл глубокое исследование работы Эйлмера, упоминает немногих, кто писал об Эйлмере в эти годы: Хелинанд из Фруамона, Альберик из Труа Фонтенэ, Винсент из Бове, Роджер Бэкон, Ранульф Хигден (который был первым, кто неверно назвл его «Оливером») и английские переводчики его работ, Генри Найтон, Иоганн Науклер из Тюбингена (ок. 1500), Джон Уилкинс (1648), Джон Мильтон (1670), и Джон Вайз (1850). Позднее, в 1986, Максвелл Вуснэм исследовал более обстоятельно технические аспекты: материалы, углы планера и эффекты ветра.
Один пример пересказа этой истории принадлежит французскому историку Бешерелю, который в 1850-х гг. в своей «Истории воздухоплавания» описал эксперимент, основанный на записях Уильяма:
Делая крылья, он использовал описание Овидия о таких же крыльях Дедала; он закрепил их на своих руках и спрыгнул с крыши башни против ветра. Он пролетел расстояние в 125 шагов [185 метров]; но или из-за порывистости или движений ветра, или из-за волнения которое было связано с его смелым предприятием, он упал на землю и сломал ноги. В дальнейшем он влачил несчастное, мучительное существование, объясняя свою неудачу тем, что не устроил хвост на своих ногах.